# Grezzana
Grezzana är en ort och kommun i provinsen Verona i regionen Veneto i Italien. Kommunen hade 10 932 invånare (2018).